# Suszterbogár
A suszterbogár (Cantharis rustica) a rovarok (Insecta) osztályának bogarak (Coleoptera) rendjébe, ezen belül a mindenevő bogarak (Polyphaga) alrendjébe és a lágybogárfélék (Cantharidae) családjába tartozó faj.

## Előfordulása
A suszterbogár csaknem egész Európában honos. Rendszeresen előfordul és gyakori.

## Megjelenése
Ez a rovar 1-1,5 centiméter hosszú. A lágybogarak tipikus képviselője, melyeket gyengén kitines szárnyfedőikről ismerhetünk fel. A suszterbogár szárnyfedői hosszúak, feketék, előtora vörös vagy sárga, közepén fekete folttal. Csápja - mint valamennyi lágybogáré - hosszú, sokízű és fonalas, lábai vékonyak, hosszúak, a lábfej 4. íze karéjosan kimetszett.

## Életmódja
A suszterbogár virágos rétek, cserjések lakója, ahol a bogár leggyakrabban a virágokon tartózkodik. Mind az imágó, mind a lárva ragadozó életmódot folytatnak.

## Szaporodása
A nőstény a talajba rakja tojásait. A kikelő lárvák sűrűn szőrösek, és félig kifejlett állapotban a talajban telelnek. Meleg, téli napokon előjönnek.